# Charlot ingombrante
Charlot ingombrante (Kid Auto Races at Venice, noto anche come The Pest, Kid Auto Races e The Children's Automobile Race) è un cortometraggio del 1914 diretto e interpretato da Henry Lehrman. Rappresenta la prima apparizione di Charlie Chaplin nei panni del vagabondo (in inglese "The Tramp") noto nei paesi non anglofoni come Charlot. Il film fu prodotto dalla Keystone Pictures Studio e distribuito negli Stati Uniti dalla Mutual Film il 7 febbraio 1914. In italiano è stato trasmesso in televisione coi titoli Charlot sul circuito e Charlot si distingue.
Nel 2020 è stato scelto per la conservazione nel National Film Registry della Biblioteca del Congresso degli Stati Uniti d'America.

## Trama
Una troupe sta filmando una gara automobilistica per bambini a Venice (Los Angeles), ma le riprese vengono intralciate da Charlot che entra continuamente nel campo della cinepresa nonostante i tentativi (sia pacifici sia violenti) del regista di allontanarlo. Gli spettatori della gara, inizialmente perplessi, sono presto divertiti dalle buffonate del vagabondo.

## Produzione
Il film fu girato in quarantacinque minuti nel pomeriggio dell'11 gennaio 1914, mentre era in corso la gara reale. Registra quindi la prima reazione di un pubblico a Charlot, poiché quelli visibili nel film sono gli effettivi spettatori dell'evento. Non fu però il primo corto con Charlot in ordine di produzione, poiché la settimana precedente erano già terminate le riprese di Charlot all'hotel che tuttavia fu montato e distribuito dopo. Charlot ingombrante fu completato il 17 gennaio 1914.

## Distribuzione
- 7 febbraio 1914 negli Stati Uniti
- 14 febbraio 1916 in Svezia (Charlie vill fotograferas)
- 12 aprile 1917 in Italia
- 18 maggio in Danimarca (Chaplin vil fotograferes)